# Бенжамен Менди
Бенжамен Менди (фр. Benjamin Mendy; Лонжимо, 17. јул 1994) јесте француски фудбалер који игра на позицији одбрамбеног играча, а тренутно наступа за Лорјан.
Провео је четири сезоне у Француској, са Монаком освојио домаћи шампионат, а након тога заиграо за Манчестер Сити.

## Клупска каријера

### Авр
Менди је потписао уговор 24. јула 2011. године на три године са друголигашем Француске, ФК Авр. Прву професионалну утакмицу у каријери одиграо је 9. августа 2011. године на мечу против Амјена.

### Олимпик Марсељ
Од 8. јула 2013. године заиграо је за Олимпик Марсељ. Прву утакмицу за клуб одиграо је 11. августа 2013. године на мечу против Генгана, а први гол постигао је 24. септембра 2013. године на мечу против Сент Етјена.

### Монако
За Монако потписао је петогодишњи уговор, 22. јуна 2016. године. Прву утакмицу за клуб одиграо је на мечу против Фенербахчеа, 27. јула 2016. године.

### Манчестер Сити
За Манчестер Сити потписао је петогодишњи уговор 24. јула 2017. године. На мечу против Кристал Паласа доживео је повреду колена и био оперисан 29. септембра 2017. године. Опоравио се и заиграо поново за Манчестер Сити 22. априла 2018. године, на мечу против Свонзи Ситија.

## Статистика каријере

### Клупска
До 6. маја 2018.
| Клуб              | Сезона            | Лига                 | Лига | Лига | Национални куп | Национални куп | Лигашки куп | Лигашки куп | Европа | Европа | Остало | Остало | Укупно | Укупно |
| Клуб              | Сезона            | Лига                 | Ута  | Гол  | Ута            | Гол            | Ута         | Гол         | Ута    | Гол    | Ута    | Гол    | Ута    | Гол    |
| ----------------- | ----------------- | -------------------- | ---- | ---- | -------------- | -------------- | ----------- | ----------- | ------ | ------ | ------ | ------ | ------ | ------ |
| ФК Авр            | 2011/12           | Друга лига Француске | 29   | 0    | 2              | 0              | 1           | 0           | —      | —      | —      | —      | 32     | 0      |
| ФК Авр            | 2012/13           | Друга лига Француске | 28   | 0    | 3              | 0              | 1           | 0           | —      | —      | —      | —      | 32     | 0      |
| ФК Авр            | Укупно            | Укупно               | 57   | 0    | 5              | 0              | 2           | 0           | 0      | 0      | 0      | 0      | 64     | 0      |
| Олимпик Марсељ    | 2013/14           | Прва лига Француске  | 24   | 1    | 2              | 0              | 2           | 1           | 2      | 0      | —      | —      | 30     | 2      |
| Олимпик Марсељ    | 2014/15           | Прва лига Француске  | 33   | 0    | 1              | 0              | 1           | 0           | —      | —      | —      | —      | 35     | 0      |
| Олимпик Марсељ    | 2015/16           | Прва лига Француске  | 24   | 1    | 4              | 0              | 1           | 0           | 7      | 0      | —      | —      | 36     | 1      |
| Олимпик Марсељ    | Укупно            | Укупно               | 81   | 2    | 7              | 0              | 4           | 1           | 9      | 0      | 0      | 0      | 101    | 3      |
| Монако            | 2016/17           | Прва лига Француске  | 25   | 0    | 2              | 1              | 2           | 0           | 10     | 0      | —      | —      | 39     | 1      |
| Манчестер Сити    | 2017/18           | Премијер лига        | 6    | 0    | 0              | 0              | 0           | 0           | 1      | 0      | —      | —      | 7      | 0      |
| Укупно у каријери | Укупно у каријери | Укупно у каријери    | 169  | 2    | 14             | 1              | 8           | 1           | 20     | 0      | 0      | 0      | 211    | 4      |

### Интернационална
До 17. новембра 2019.
| Национални тим | Год    | Ута | Гол |
| -------------- | ------ | --- | --- |
| Француска      | 2017   | 4   | 0   |
| Француска      | 2018   | 5   | 0   |
| Француска      | 2019   | 1   | 0   |
| Укупно         | Укупно | 10  | 0   |